# غلامرضا رحیمی حاجی‌آبادی
غلامرضا رحیمی حاجی‌آبادی (زاده ۱۳۲۳) سیاست‌مدار و مدیر ارشد اجرایی ایرانی است، که در دوره نخست و دوره دوم مجلس شورای اسلامی به‌عنوان نماینده حوزهٔ انتخابیهٔ ماهشهر، از استان خوزستان در مجلس شورای اسلامی حضور داشت.